# 奥本英一朗
奥本 英一朗（おくもと えいいちろう、1934年3月4日 - 2014年4月4日）は、株式会社大和総研顧問、元日本証券業協会会長。

## 経歴
東京都に生まれ、東京都立青山高等学校、早稲田大学第一政治経済学部経済学科を経て1957年に大和証券に入社する。同代表取締役副社長を経て1989年に株式会社大和総研 代表取締役社長、1996年に代表取締役会長となる。2000年7月からは日本証券業協会会長を務めた。
このほか、日本銀行参与 政府税制調査会特別委員、特定非営利活動法人エイプロシス理事長を歴任し、早稲田大学ファイナンス稲門会会長として後進の指導にも取り組んだ。
2007年、旭日重光章を受章。2014年4月4日午後7時、前立腺癌のため東京都内の病院で死去。80歳没。